# Thy-le-Château
Thy-le-Château is een plaats en deelgemeente van de Belgische gemeente Walcourt. Thy-le-Château ligt in de provincie Namen en was tot 1 januari 1977 een zelfstandige gemeente.

## Demografische ontwikkeling
- Bronnen:NIS, Opm:1831 tot en met 1970=volkstellingen, 1976= inwoneraantal op 31 december

Op 29 juni, het Hoogfeest van de Heilige Petrus en Paulus (of de eerste zondag erna) vindt in Thy-le-Château de Marche Saints-Pierre-et-Paul plaats. Dit is een van de vijftien folkloristische stoeten van de Marches de l'Entre-Sambre-et-Meuse die in 2012 door UNESCO opgenomen zijn als werelderfgoed op de Representatieve lijst van het immaterieel cultureel erfgoed van de mensheid.

## Kasteel

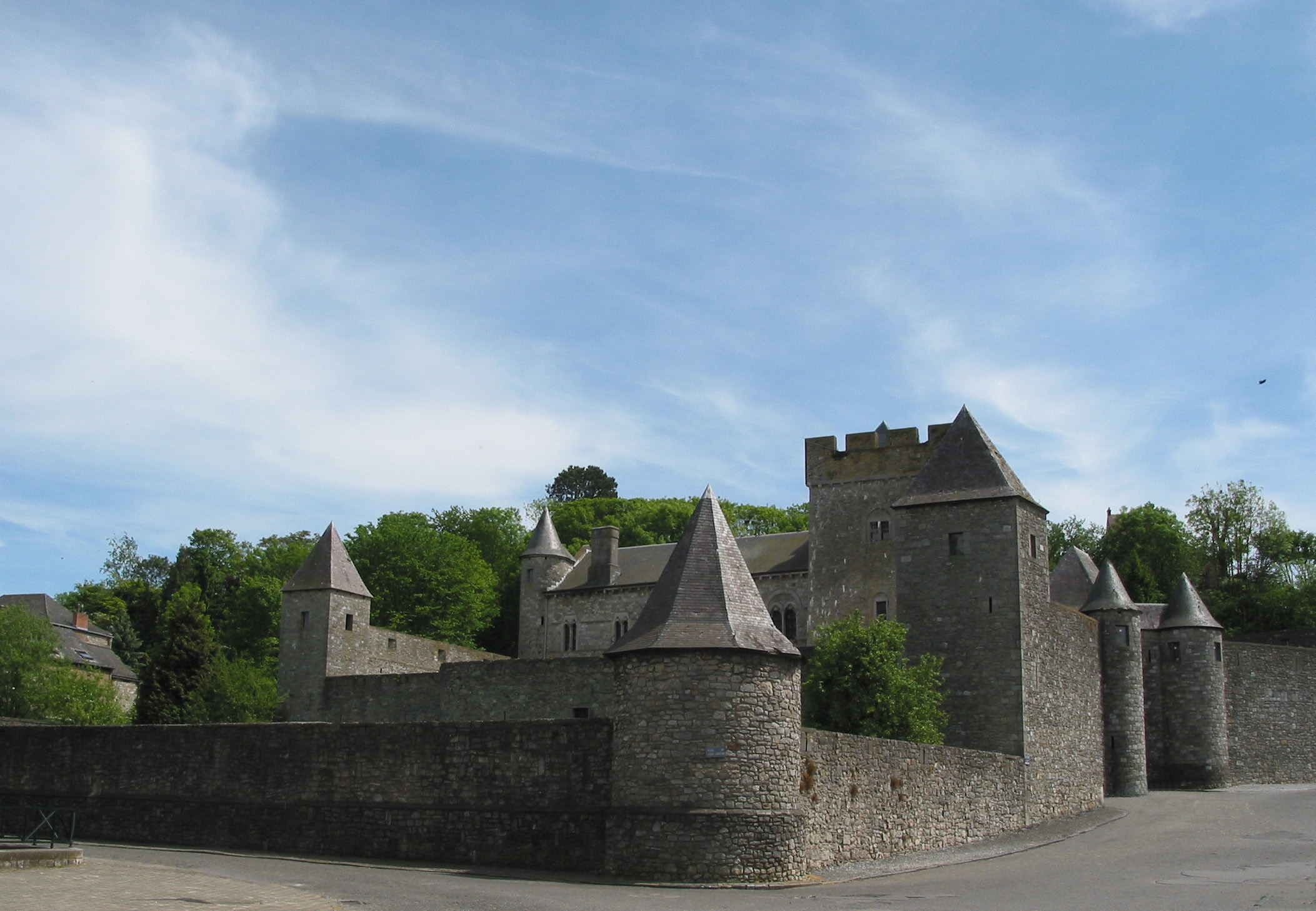
Het middeleeuws kasteel

De eerste sporen die werden gevonden dateren van de 12de eeuw. Het kasteel werd verschillende malen vernietigd. Zo werd het in 1790 totaal vernietigd door een brand aangestoken door de zogenaamde Sansculotten. Het kasteel werd pas vanaf 1830 gerestaureerd nadat de familie Hanseval het had gekocht. Zij maakten er een woning met schuren van. In 1872 werd het kasteel eigendom van Louis Mouvet, die er vanaf 1896 een brouwerij genaamd "Brasserie de Thy-le-Château" in onder bracht. Deze brouwerij zou tot in 1919 bestaan, het jaar dat de industrieel Louis Piret, eigenaar van de plaatselijke staalfabriek "Saint-Eloi", het kasteel zou aankopen. Vanaf 1928 tot en met 1931 zou hij het kasteel volledig restaureren. Maar in 1940 werd het kasteel weer verwoest door een aanval van het Duitse leger op een munitievervoer van het Franse leger. De hele lading ontplofte en beschadigde het kasteel. Na de oorlog werd het nogmaals gerestaureerd. De in 1984 verschenen film De Leeuw van Vlaanderen werd gedeeltelijk opgenomen in het kasteel. Vandaag is het kasteel, dat leeg staat, eigendom van de heer Corbeau.
Deelgemeenten: Berzée · Castillon · Chastrès · Clermont · Fontenelle · Fraire · Gourdinne · Laneffe · Pry · Rognée · Somzée · Tarcienne · Thy-le-Château · Vogenée · Walcourt · Yves-Gomezée

Overige kernen: Ahérée · Fairoul · Froidmont · Gerlimpont · Le Pachy · Lumsonry · Mertenne · Saint-Lambert · Saint-Maert · Trieu-des-Sarts · Viscourt

Belgische gemeenten · arrondissement Philippeville · provincie Namen · Wallonië